# Эндокринная дисфункция
Эндокри́нная дисфу́нкция — нарушение функции эндокринных желез и органов, выполняющих эндокринные функции: гипофиза, поджелудочной железы, надпочечников, паращитовидной и щитовидной желез.
По классификации эндокринопатий эндокринная дисфункция наряду с гиперфункцией и гипофункцией относится к нарушениям инкреторной активности железы. Дисфункциональная эндокринопатия есть качественное изменение инкреции (гиперфункциональная — чрезмерно высокая инкреция, гипофункциональная — чрезмерно низкая) и представляет собой «разнонаправленные изменения продукции гормонов в одном и том же эндокринном органе или образование их атипичных форм».
Гиперфункция, гипофункция или дисфункция желез внутренней секреции являются основой для эндокринных заболеваний. Кроме того эндокринная дисфункция может стать причиной для психиатрических расстройств.